# راينر كوخ
راينر كوخ (بالألمانية: Rainer Koch)‏ هو قاضي ألماني، ولد في 18 ديسمبر 1958 في كيل في ألمانيا.